# Conop
Conop is een Roemeense gemeente in het district Arad.
Conop telt 2447 inwoners.